# Taunus

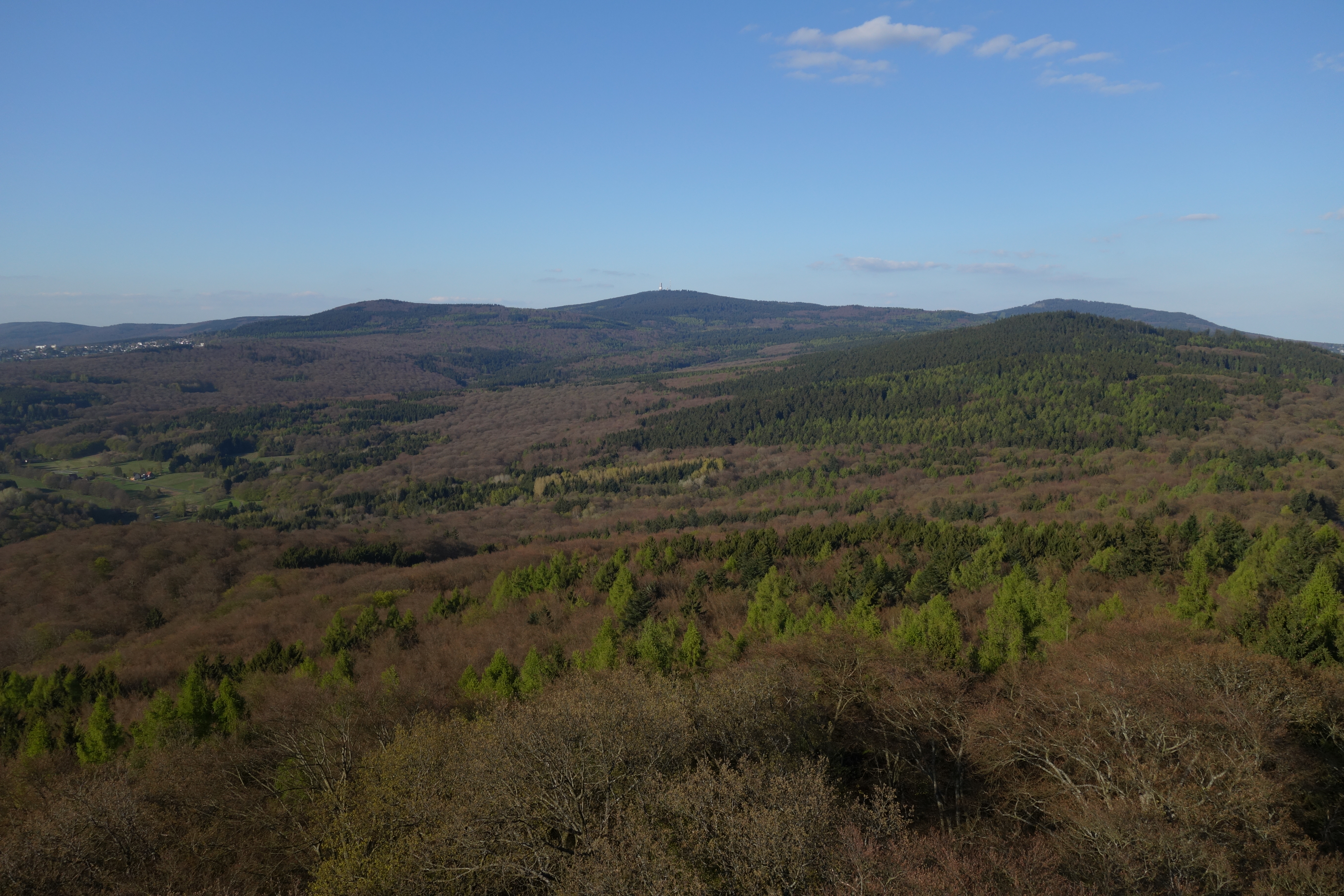
Taunus bergsrygg nära Kelkheim

Taunus är den skogrika delen av skifferbergen vid Rhen. I området finns omfattande vinodlingar och ett flertal kända mineralvattenskällor: Wiesbaden, Selters, Soden, Bad Nauheim.
Den högsta punkten är Grosser Feldberg som är 878 m högt.
I området finns lämningar efter den romerska befästningslinjen Limes som var gränsen mot de barbariska folken.